# Helmut Bradl
Helmut Bradl (Edenried, 17 de noviembre de 1961) es un piloto de motociclismo de velocidad alemán, que compitió regularmente en el Campeonato Mundial de Motociclismo desde 1986 hasta 1993. Fue subcampeón de Europa en la categoría de 250cc en 1987. Su hijo Stefan Bradl, ganó el Mundial de 2011 de Moto2.

## Resultados en el Campeonato del Mundo
Sistema de puntuación desde 1969 hasta 1987:
| Posición | 1.º | 2.º | 3.º | 4.º | 5.º | 6.º | 7.º | 8.º | 9.º | 10.º |
| Puntos   | 15  | 12  | 10  | 8   | 6   | 5   | 4   | 3   | 2   | 1    |

Sistema de puntuación desde 1988 hasta 1991:
| Posición | 1.º | 2.º | 3.º | 4.º | 5.º | 6.º | 7.º | 8.º | 9.º | 10.º | 11.º | 12.º | 13.º | 14.º | 15.º |
| Puntos   | 20  | 17  | 15  | 13  | 11  | 10  | 9   | 8   | 7   | 6    | 5    | 4    | 3    | 2    | 1    |

Sistema de puntuación en 1992:
| Posición | 1.º | 2.º | 3.º | 4.º | 5.º | 6.º | 7.º | 8.º | 9.º | 10.º |
| Puntos   | 20  | 15  | 12  | 10  | 8   | 6   | 4   | 3   | 2   | 1    |

Sistema de puntuación de 1993 hasta 2022:
| Posición | 1.º | 2.º | 3.º | 4.º | 5.º | 6.º | 7.º | 8.º | 9.º | 10.º | 11.º | 12.º | 13.º | 14.º | 15.º |
| Puntos   | 25  | 20  | 16  | 13  | 11  | 10  | 9   | 8   | 7   | 6    | 5    | 4    | 3    | 2    | 1    |

### Carreras por año
| Año  | Categoría | Moto     | 1       | 2      | 3       | 4       | 5       | 6      | 7      | 8      | 9      | 10      | 11     | 12      | 13     | 14     | 15    | Pts. | Pos. |
| ---- | --------- | -------- | ------- | ------ | ------- | ------- | ------- | ------ | ------ | ------ | ------ | ------- | ------ | ------- | ------ | ------ | ----- | ---- | ---- |
| 1986 | 250cc     | Honda    | ESP -   | NAT -  | GER -   | AUT -   | YUG 23  | NED -  | BEL -  | FRA -  | GBR -  | SWE -   | RSM -  |         |        |        |       | 0    | -    |
| 1987 | 250cc     | Honda    | JPN -   | ESP -  | GER 14  | NAT -   | AUT 21  | YUG -  | NED -  | FRA -  | GBR -  | SWE -   | CZE -  | RSM -   | POR -  | BRA -  | ARG - | 0    | -    |
| 1988 | 250cc     | Honda    | JPN Ret | USA 21 | ESP Ret | EXP -   | NAT Ret | GER 10 | AUT 21 | NED 20 | BEL 14 | YUG Ret | FRA 17 | GBR -   | SWE 11 | CZE 12 | BRA 6 | 27   | 17.º |
| 1989 | 250cc     | HB-Honda | JPN 12  | AUS 8  | USA NC  | ESP Ret | NAT 10  | GER 4  | AUT 4  | YUG NC | NED NC | BEL 6   | FRA 10 | GBR 7   | SWE NC | CZE 5  | BRA 8 | 88   | 9.º  |
| 1990 | 250cc     | HB-Honda | JPN NC  | USA 7  | ESP 3   | NAT 2   | GER 4   | AUT 6  | YUG 5  | NED -  | BEL -  | FRA -   | GBR 3  | SWE 5   | CZE 3  | HUN 2  | AUS 2 | 150  | 4.º  |
| 1991 | 250cc     | HB-Honda | JPN 7   | AUS 2  | USA 8   | ESP 1   | ITA 2   | GER 1  | AUT 1  | EUR 2  | NED 4  | FRA 2   | GBR 3  | RSM Ret | CZE 1  | VDM 1  | MAL 3 | 220  | 2.º  |
| 1992 | 250cc     | HB-Honda | JPN 4   | AUS 3  | MAL NC  | ESP 2   | ITA 4   | EUR 4  | GER NC | NED 7  | HUN 6  | FRA NC  | GBR 6  | BRA 6   | RSA 4  |        |       | 89   | 4.º  |
| 1993 | 250cc     | HB-Honda | AUS 8   | MAL 6  | JPN 6   | ESP 5   | AUT 3   | GER 3  | NED 5  | EUR 11 | RSM 7  | GBR Ret | CZE 7  | ITA 4   | USA 8  | FIM NC |       | 126  | 7.º  |

| Color     | Resultado                                                               |
| --------- | ----------------------------------------------------------------------- |
| Oro       | Ganador                                                                 |
| Plata     | 2.ª plaza                                                               |
| Bronce    | 3.ª plaza                                                               |
| Verde     | Finalizó en los puntos                                                  |
| Azul      | Finalizó sin puntos                                                     |
| Azul      | NC - No clasificado                                                     |
| Violeta   | Ret - No terminó (Carrera)                                              |
| Rojo      | DNQ - No se clasificó                                                   |
| Negro     | DSQ - Descalificado                                                     |
| Blanco    | DNS - No empezó (carrera)                                               |
| Blanco    | WD - Retirado (fin de semana)                                           |
| Blanco    | C - Carrera cancelada                                                   |
| Sin color | DNP - Inscrito pero no participó                                        |
| Sin color | INJ - Lesionado                                                         |
| Sin color | EX - Excluido                                                           |
| Estado    | Resultado                                                               |
| Negrita   | Pole position                                                           |
| Cursiva   | Vuelta rápida                                                           |
| †         | Abandona, pero clasifica al completar el porcentaje requerido para ello |